# 桑名義治
桑名義治（日语：／ Kuwana Yoshiharu */?，1930年3月18日—2021年1月2日），日本政治人物。曾任众议院议员、参议院议员。

## 生平
福冈县北九州市出身。1956年毕业于明治大学法学部。曾任福冈县议会议员，1969年在福冈4区代表公明党当选众议院议员。1972年落选。1974年在福岡縣選舉區当选参议院议员，曾任参议院运输委员会委员长、公明党中央委员会委员等职。1986年落选参议院议员。
2021年1月2日因吸入性肺炎在北九州市内的医院逝世。